# Sandrine Pelletier
Sandrine Pelletier (née le 7 juin 1976 à Lausanne, originaire de Muriaux) est une artiste plasticienne suisse. Elle travaille comme graphiste, installatrice et sculptrice. 

## Biographie
Sandrine Pelletier naît le 7 juin 1976 à Lausanne, dans le canton de Vaud. Elle est originaire de Muriaux, dans le canton du Jura. Elle a un frère cadet, informaticien.
Jeune fille au pair à Londres à partir de 1992, elle effectue des études d'arts appliqués à l'École supérieure d'Arts appliqués de Vevey (entrée en 1994, diplôme 1999) et à l'École Cantonale d'Art de Lausanne (ECAL) de 1999 à 2002. Elle vit ensuite un an à Londres, puis six ans à Paris et enfin deux ans à Bruxelles avant de revenir brièvement à Genève pour partir au Liban. 
Sa collection de portraits « Wild Boys » a été présentée au Centre Georges-Pompidou à Paris en 2003. Après s'être d'abord concentrée sur la broderie, Sandrine Pelletier se tourne vers d'autres médias en 2009/2010. Elle présente notamment une installation monumentale « 9,5 sur l’échelle de Luther » dans l’église Saint-François de Lausanne en 2017 à l'occasion du jubilé de la réforme protestante.
Peu après le Printemps arabe, Sandrine Pelletier est la bénéficiaire d'une résidence artistique au Caire en 2012, ce qui a un impact durable sur sa façon de travailler. Ses liens avec le Moyen-Orient se sont renforcés en 2019 grâce à des résidences à la Fondation Boghossian à Bruxelles et à la Beirut Art Residency.

## Distinctions
- 2004 : Prix suisse du design[2]
- 2013 : Prix Alice Bailly[2]
- 2014 : Prix Fondation Irène Reymond[2]
- 2018 : Prix de la Société suisse de gravure[réf. nécessaire]
- 2020 : Grand Prix de la Fondation vaudoise pour la culture[5]
- 2021 : Prix Gustave Buchet[6]

## Publications
(juin 2024).
- Non peint. 4 postes. Villa Grisebach, Berlin 2004.
- Ce livre a été réalisé pour mon chat Figaro. Lausanne 2006.
- Sandrine Pelletier. La mâchoire de cristal. Lausanne 2021.
- 9.5 sur la page de Luther. N'y voyez-vous pas que du feu ? Lausanne 2017.
- Alain Huck : Capitule. Lausanne 2017.
- Sandrine Pelletier. Soleil noir. Société suisse de gravure, 2019.